# Никсон, Марни
Марни Никсон (англ. Marni Nixon, урождённая Маргарет Никсон Макитрон (англ. Margaret Nixon McEathron), 22 февраля 1930 — 24 июля 2016) — американская певица (сопрано), актриса и закадровый исполнитель.

## Биография
Наиболее известна дубляжем ведущих актрис в популярных мюзиклах «Король и я» (1956), «Вестсайдская история» (1961) и «Моя прекрасная леди» (1964). В 1965 году состоялось первое и единственное появление Никсон на большом экране — она исполнила роль сестры Софии в знаменитом мюзикле Роберта Уайза «Звуки музыки».
С 1969 по 1971 год Марни Никсон преподавала в Калифорнийском институте искусств, а с 1980 года работала в Музыкальной академии Запада в Монтесито. С конца 1970-х она была ведущей детской передачи в Сиэтле, которая принесла ей три Дневные премии «Эмми». В дополнение к этому у неё были сольные партии в операх Лос-Анджелеса, Сиэтла и Сан-Франциско, а также она выступила солисткой с оркестрами Нью-Йорка, Кливленда, Торонто, Лондона и Израиля. У Никсон также была активная карьера в театре, в том числе и в музыкальных постановках Бродвея.
Марни Никсон трижды была замужем. От своего первого супруга, композитора Эрнеста Голда, она родила сына Эндрю Голда, также ставшего музыкантом, который умер от сердечного приступа в 2011 году в возрасте 59 лет. Сама Никсон умерла летом 2016 года в возрасте 86 лет от рака молочной железы.